# Giambattista Bassi
Giambattista Bassi (* 20. Februar 1784 in Massalombarda; † 5. Juli 1852 in Rom) war ein italienischer Maler.
Giambattista Bassi war auf dem Höhepunkt seiner Laufbahn ein geschätzter Maler und stand in Verbindung zu den bedeutendsten Künstlern seiner Zeit wie Antonio Canova, Bertel Thorvaldsen und Pietro Giordani.

## Leben

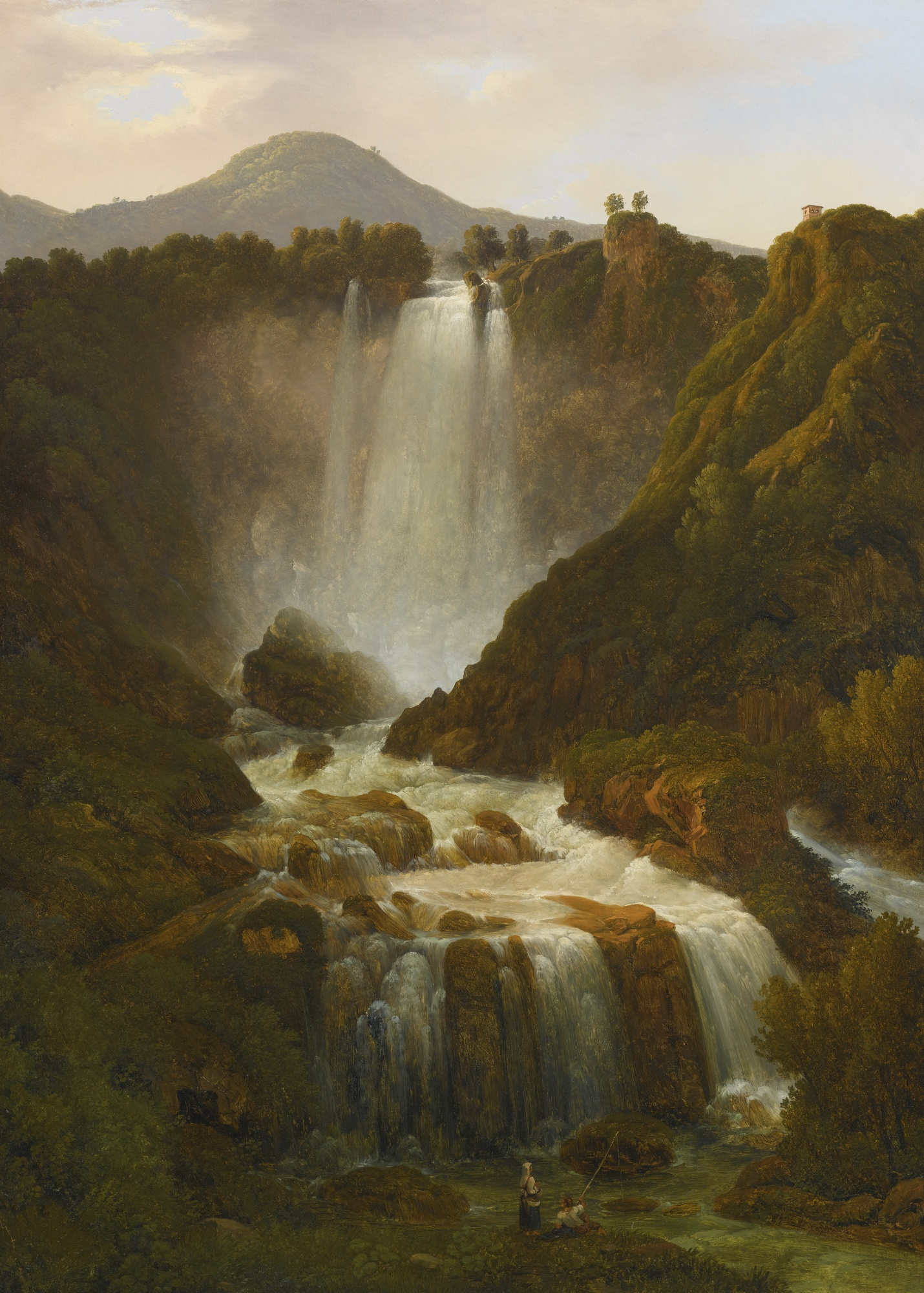
Die Cascata delle Marmore bei Terni, 1820

Im Alter von 15 Jahren begann Giambattista Bassi seine Ausbildung, die er 1807 abschloss, mit Zeichenunterricht bei dem Architekten Zaccaria Facchini, der ihm später empfahl seinen Unterricht an der Accademia Clementina in Bologna fortzusetzen. Seiner Ausbildung entsprechend stellte er zunächst vorwiegend Architekturzeichnungen her, wandte sich dann aber der reinen Landschaftsmalerei zu.
Zusammen mit den ebenfalls am Beginn ihrer Karriere stehenden Bologneser Landschaftsmalern Fantuzzi, Savino und Gaetano Tramboni erhielt er den Auftrag zur Dekoration des Hauses der Conti in Bologna. Finanziell unterstützt von seiner Heimatstadt ging er zusammen mit Tramboni nach Rom. 1809 kehrte er nach Bologna zurück. Wenig später gewann er ein dreijähriges Romstipendium der Architekturklasse.
Ab Ende der 1810er-Jahre lebte er endgültig in Rom und erlebte hier zwischen 1816 und 1826 seine beruflich erfolgreichsten Jahre. 1818 erhielt er von Elizabeth Hervey, der Herzogin von Devonshire, den Auftrag zu der Veduta di Capo Miseno. Käufer seiner Bilder waren außerdem König Ferdinand IV. von Neapel, der Prinz Heinrich von Preußen, der Graf Esterhazy und Lady Bentinck. Seines Erfolges wegen wiederholte er die beliebtesten seiner Bilder immer wieder, wie beispielsweise Die Grotte von Posilipo.
In den 1830er-Jahren passte er seine Motive immer mehr den Moden der Historienmalerei an. Seine Landschaftsbilder wurden zunehmend schematisch. Das Figurenpersonal und der erzählende Charakter standen fortan im Vordergrund. Im Folgenden verlor er viele seiner einstigen Auftraggeber und musste sich auf die Ansprüche der Romtouristen einlassen.
Nach mehreren Unglücksfällen in der Familie arbeitete er als Zeichenlehrer und Fremdenführer.
Giambattista Bassi starb verarmt in Rom. Sein Grabmal befindet sich in der S. Andrea fuori porta del Popolo.

## Werke (Auswahl)
- 1801: Terra di Massalombardo (Massalombardo, Rathaus)
- 1802: Veduta della Madonna di S. Luca (Massalombardo, Rathaus).
- 1816: Una foresta presso un Corso d’aqua (Kopenhagen, Thorvaldsen Museum)
- 1818: Veduta di Capo Miseno
- 1819: Die Grotte von Posilipo (Das Original wurde vom Prinz von Preußen erworben, es existieren insgesamt sechs Repliken)
- 1824: Un sentiero nel bosco (Kopenhagen, Thorvaldsen Museum)